# Кип Торн
Кип Стивен Торн (енгл. Kip Thorne; Логан, 1. јун 1940) је амерички теоријски физичар и добитник Нобелове награде познат по свом доприносу гравитационој физици и астрофизици. Дугогодишњи је пријатељ и колега Стивена Хокинга и Карла Сејгана. Био је Фејнманов професор теоријске физике на Калифорнијском технолошком институту (Калтек) до 2009. Један је од водећих светских стручњака за астрономске импликације Ајнштајнове опште теорије релативности. И даље се бави научним истраживањима и радио је као научни саветник на научнофантастичном филму Међузвездани.
Године 2017. Торн је добио Нобелову награду за физику с Рајнером Вајсом и Беријем Баришом за „одлучујуће доприносе LIGO детектору и опсервацију гравитационих таласа”.

## Живот и каријера
Торн је рођен у Логану, у Јути, 1. јуна 1940. године. Отац му је био професор Д. Вајн Торн, а мајка хемичарка земљишта и економисткиња Алисон Торн. Одрастао је у академском окружењу. Торнови родитељи су били чланови Цркве Исуса Христа светаца последњих дана, тако да је одрастао у ЛСД вери. Торн је, међутим, признао да је атеиста. Што се тиче његових ставова о религији, Торн је изјавио: „Постоји велики број мојих колега који верују у Бога [...] Али ја не верујем у њега”.
Торн је од младости показивао академске потенцијале. Постао је један од најмлађих редовних професора у историји Калифорнијског технолошког института. На овом факултету је дипломирао 1962. године, а докторирао је на Универзитету Принстон 1965. Докторску дисертацију је написао под менторством Џон Вилера. Торн се вратио Калтеку 1967. радећи као ванредни професор. Постао је редовни професор теоријске физике 1970. године. У јуну 2009. поднео је оставку би наставиo каријеру писања. Његов први пројекат је био филм Међузвездани, на ком је радио са Кристоферom Ноланом.
Током година Торн је био ментор и саветник многим водећим теоријским физичарима. Педесетак физичара је докторирало на Калтеку под његовим менторством.
Торн је познат по својој способности да пренесе узбуђење и значај открића у астрофизици како професионалној тако и широј публици.
Његове презентације о црним рупама, теорији релативности, путовању кроз време и црвоточинама емитоване су и на Пи-Би-Есу и Би-Би-Сију.
Торн се оженио Линдом Џејн Петерсон 1960. године. Заједно су имали децу, Карес Ану и Брет Картера, али су се развели 1977. Торн се оженио са својом другом супругом Керол Џојс Винстен, која је такође професор, 1984. године.

## Истраживања
Торнова истраживања су углавном усмерена на релативистичку астрофизику и гравитациону физику, с нагласком на црне рупе. Он је можда најпознатији јавности по својој контроверзној теорији да се црвоточине могу искористити за путовање кроз време. 